# Heinz Kördell
Heinz Kördell (Wanne-Eickel, 8 gennaio 1932 – 2 ottobre 2020) è stato un calciatore tedesco, di ruolo centrocampista.